# Загороднєв Олег Євгенович
Загороднєв Олег Євгенович (7 липня 1959) — російський хокеїст на траві.
Бронзовий призер Олімпійських Ігор 1980 року.